# Psilopsella foresti
Psilopsella foresti är en mossdjursart som beskrevs av Jean-Loup d'Hondt 1981. Psilopsella foresti ingår i släktet Psilopsella och familjen Romancheinidae. Inga underarter finns listade i Catalogue of Life.